# Achilles Last Stand
Achilles Last Stand è una canzone del gruppo britannico Led Zeppelin, contenuta nell'album Presence, del 1976, con la quale il disco si apre.

## Storia
La canzone è stata scritta da Jimmy Page e da Robert Plant, durante la convalescenza di quest'ultimo in seguito ad un incidente d'auto.
Jimmy Page ci mise un giorno e una notte per registrare la canzone, data la complessità di essa e la voglia di perfezione maturata a seguito di alcune critiche della stampa che lo giudicavano ormai come un compositore senza più idee.
Robert Plant ha rivelato al batterista Jason Bonham, figlio di John Bonham, che Achilles Last Stand è la sua canzone preferita dei Led Zeppelin
Il brano è spesso considerato uno dei più grandi capolavori della discografia dei Led Zeppelin da parte dei fan ed è ritenuto un precursore della seconda ondata heavy metal inglese che esploderà poco dopo.

## Significato del testo
Il titolo della canzone fa riferimento ad Achille, mitico eroe greco, e del suo tallone che era la sua unica parte del corpo vulnerabile, è quindi un riferimento ironico alla condizione temporanea di Plant che, nell'incidente avvenuto nel 1975, si era ferito gravemente una caviglia. 

## Cover
- Il gruppo prog metal Dream Theater ha estratto una sezione di questa canzone (e anche di The Song Remains the Same e The Rover), inserendola in una canzone chiamata appunto The Rover - Achilles Last Stand - The Song Remains the Same. Questa canzone, della durata di 7 minuti e 28 secondi, è contenuta nell'EP A Change of Seasons.

## Formazione e strumenti usati
1. Jimmy Page - chitarre
2. Robert Plant - voce
3. John Paul Jones - basso a 4 corde, basso a 8 corde
4. John Bonham - batteria